# USS Meredith (DD-726)
USS Meredith (DD-726), là một tàu khu trục lớp Allen M. Sumner được Hải quân Hoa Kỳ chế tạo trong Chiến tranh Thế giới thứ hai. Nó là chiếc tàu chiến thứ ba của Hải quân Mỹ được đặt theo tên Trung sĩ Thủy quân Lục chiến Jonathan Meredith (1772-1805), người tử trận trong cuộc Chiến tranh Barbary thứ nhất. Nó chỉ hoạt động một thời gian ngắn trong Thế Chiến II, khi bị đắm do trúng mìn và không kích trong cuộc Đổ bộ Normandy vào tháng 6 năm 1944. Meredith được tặng thưởng một Ngôi sao Chiến trận do thành tích phục vụ trong Thế Chiến II.

## Thiết kế và chế tạo
Meredith được đặt lườn tại xưởng tàu của hãng Bath Iron Works Corp. ở Bath, Maine vào ngày 26 tháng 7 năm 1943. Nó được hạ thủy vào ngày 21 tháng 12 năm 1943; được đỡ đầu bởi bà William Kepper, và nhập biên chế vào ngày 14 tháng 3 năm 1944 dưới quyền chỉ huy của Trung tá Hải quân George Knuepfer.

## Lịch sử hoạt động
Sau chuyến đi chạy thử máy đến khu vực quần đảo Bermuda, Meredith rời Boston, Massachusetts vào ngày 8 tháng 5 năm 1944, hộ tống một đoàn tàu vận tải đi sang Anh Quốc, đi đến Plymouth vào ngày 27 tháng 5. Trong các ngày 5 và 6 tháng 6, nó hoạt động hộ tống bảo vệ cho các tàu vận tải được tập trung cho cuộc Đổ bộ Normandy. Vào chính ngày D 6 tháng 6, nó bắn pháo hỗ trợ cho cuộc đổ bộ lên bãi Utah. Đang khi tuần tra ngoài khơi khu vực đổ bộ vào sáng ngày hôm sau, nó đã trúng một quả thủy lôi.
Bị hư hại nặng với tổn thất chín người thiệt mạng và trên 50 người khác bị thương, Meredith được kéo đến một vị trí neo đậu tại vịnh cửa sông Seine chờ đợi để được cứu vớt. Tuy nhiên đến sáng ngày 9 tháng 6, nó bị hư hại nặng thêm bởi không kích của máy bay đối phương; lườn tàu bị vỡ làm đôi và đắm. Tàu khu trục hộ tống Bates đã cứu vớt được 163 người sống sót.
Vào ngày 5 tháng 8 năm 1960, xác tàu đắm được bán cho hãng St. Française de Recherches tại Pháp. Xác tàu Meredith được trục vớt và tháo dỡ vào tháng 9 năm 1960.

## Phần thưởng
Meredith được tặng thưởng một Ngôi sao Chiến trận do thành tích phục vụ trong Thế Chiến II.